# 基滙資本
基滙資本（英語：Gaw Capital Partners）是一間總部設於香港的房地產私募基金管理公司，由吴继炜和吴继泰於2005年創立。2005年以來截至2023年第一季度，基滙資本募集股本已達230億美元，旗下管理資產金額達360億美元。

## 历史
2007年，基滙資本聯同太古地產合以48億元收购北京新三里屯項目，新三里屯項目其後建成為太古里。
2014年4月，基滙資本向盈大地產以9.28億美元收購北京盈科中心。
2015年1月，基滙資本連同中國平安收購倫敦Tower Place。
2015年6月，基滙資本以1.06億美元向Indochina Land Holdings 2 Ltd收購4個越南地產項目。
2015年7月，基滙資本聯同建生國際以72.789億港元向洲際酒店集團收購香港洲際酒店，為全香港單一酒店成交價最貴的交易。
2017年4月10日基滙資本宣布通過旗下基金收購位於日本橫濱的甲級辦公樓港未來中心大廈（Minatomirai Center Building）。
2017年3月25日鄧成波以16.8億向基滙資本收購荃灣油柑頭青山公路汀蘭居，酒店總面積約21.6萬方呎，共有438間客房，以成交價16.8億元計算，平均每間房383.6萬元。該物業於2012年由基滙資本向恒隆地產（101）購入，作價10億元，持貨5年獲利6.8億元，升值68%。
2017年4月9日，領展房地產投資信託基金以人民幣40.65億元向基滙資本和摩根士丹利房地產基金組成的財團收購西城都薈。西城都薈當時的物業租用率約為94.1%。
2017年11月28日，領展房地產投資信託基金與基滙資本及高盛合組的財團簽訂買賣協議，以230億港元出售旗下17個商場，包括：黃大仙現崇山商場、慈正商場、九龍灣啟業商場、觀塘順天商場、長沙灣麗閣商場、李鄭屋商場、葵涌石籬商場、葵盛東商場、葵芳廣場、大窩口商場、粉嶺雍盛商場、青衣長亨商場、青衣商場、馬鞍山利安商場、錦泰商場，以及屯門安定邨及友愛邨的H.A.N.D.S，交易已於2018年2月28日完成。基滙資本之前看中領展的商場，主要是留意到該等商場租值落後市場，加上有大量車位，有多達9,000個車位，很多地方的租值有升值的空間，他們對領展將來放售的項目，仍然感到興趣。其後基滙資本將該些商場納入「民坊」（People's Place），並以社區商場模式經營。
2018年7月25日透過旗下酒店平台基滙酒店管理集團（GCP Hospitality）管理的歐洲酒店基金I與西班牙投資公司Omega Capital合資，收購西班牙領先精品酒店集團Hospes Hotel Group的50%股權，收購金額為1.25億歐元。
2018年11月2日，太古股份有限公司發布公告稱，恒力隆投資有限公司所持有的太古城中心第三座及太古城中心第四座物業的49%權益已轉讓予由基滙資本持有的全資附屬公司Eagle Fairway Limited。
2018年12月11日，基滙資本以105億人民幣（約合15.3億美元）的價格出售太平洋世紀廣場項目（盈科中心）给鏈家地產創始人左暉旗下北京願景明德管理諮詢有限公司。
2018年12月12日，領展房地產投資信託基金透過招標形式，以120.1億港元出售旗下12個商場，包括屯門山景商場、粉嶺華明商場、鴨脷洲利東商場、鴨脷洲邨之商舖及停車場、沙田秦石商場、寶琳景林商場、將軍澳明德商場、粉嶺華心商場、橫頭磡村宏暉中心、屯門兆禧苑商場、長沙灣幸福商場、上水太平邨之商舖及停車場給基滙資本為首的財團。涉及總內部樓面面積達57.8625萬方呎，車位4,789個。截至2018年9月30日，其物業估值達90.9億元，成為繼領展後香港第二大的屋邨商場私營擁有者，並由子公司品牌民坊負責管理日常營運事宜。
2019年5月22日，太古地產及中華汽車以47.5億元出售雙方各持50%權益的北角英皇道625號商廈給基滙資本。
2020年10月29日，太古股份有限公司發布公告稱，太古城中心第1座物業的權益已轉讓予由基滙資本持有。到同年11月9日，基滙資本旗下Rocha Land Limited宣佈，以98.45億港元（12.698億美元）收購太古地產前旗下太古城中心1座，買方為公司旗下管理基金及Schroder Pamfleet在內的財團。
2025年2月，基滙資本聯同Patience Capital Group收購日本東急PLAZA銀座。

## 旗下部分項目

### 香港
- 香港麗晶酒店
- 盈置大廈
- 香港九龍諾富特酒店
- 亞皆老街33號
- 西九滙
- 觀塘偉業街133號
- H.A.N.D.S
- 現崇山商場
- 太古城中心第一座
- 太古城中心第三座及第四座49%權益
- 石籬商場
- 葵芳廣場
- 大窩口商場
- 葵盛東商場
- 錦泰商場
- 利安商場
- 慈正商場
- 啟業商場
- 順天商場
- 鴨脷洲邨商場
- 利東商場
- 麗閣商場
- 李鄭屋商場
- 幸福商場
- 山景商場
- 兆禧苑商場

### 中國大陸
- 上海仙樂斯廣場
- 上海353廣場
- 杭州歐美金融城T6寫字樓
- 上海海洋大廈
- 上海萬象城A/B/C/D四座甲級寫字樓

### 英國
- 倫敦Exchange Tower
- 倫敦勞埃德大廈
- 倫敦Tower Place

## 外部連結
- 基滙資本（页面存档备份，存于）
- 民坊 （页面存档备份，存于）